# Rothorn (Chastelberg)
Pour les articles homonymes, voir Rothorn.
À ne pas confondre avec le Rothorn situé 6 km au sud-ouest, au sud-ouest du village de Simplon.
Le Rothorn est un sommet des Alpes valaisannes, en Suisse, situé à Simplon, dans le canton du Valais, qui culmine à 2 513 m d'altitude.
Avec le  Chesselhorn et le Chellihorn, le Rothorn forme le Chastelberg, qui domine le village de Simplon à l'ouest. Il surplombe au sud le ravin de Gondo (Gondoschlucht). Il est situé à 6 km au nord-est d'un autre Rothorn.